# Aphanius chantrei
Aphanius chantrei är en fiskart som först beskrevs av Gaillard, 1895.  Aphanius chantrei ingår i släktet Aphanius och familjen Cyprinodontidae. IUCN kategoriserar arten globalt som livskraftig. Inga underarter finns listade i Catalogue of Life.